# Benito Juárez, Quitupan
Benito Juárez är en ort i Mexiko.   Den ligger i kommunen Quitupan och delstaten Jalisco, i den centrala delen av landet, 400 km väster om huvudstaden Mexico City. Benito Juárez ligger 1 678 meter över havet och antalet invånare är 194.
Terrängen runt Benito Juárez är huvudsakligen kuperad. Benito Juárez ligger nere i en dal. Runt Benito Juárez är det ganska tätbefolkat, med 67 invånare per kvadratkilometer. Närmaste större samhälle är Sahuayo de Morelos, 18,4 km nordost om Benito Juárez. I omgivningarna runt Benito Juárez växer huvudsakligen savannskog.